# جيك لامب
جيك لامب (بالإنجليزية: Jake Lamb)‏ هو لاعب كرة قاعدة أمريكي، ولد في 9 أكتوبر 1990 في سياتل في الولايات المتحدة.

## وصلات خارجية
- جيك لامب على موقع دوري كرة القاعدة الرئيسي (الإنجليزية)
- جيك لامب على موقعبيزبول رفرنس.كوم (الدوري الرئيسي) (الإنجليزية)
- جيك لامب على موقعبيزبول رفرنس.كوم (الدوري الثانوي) (الإنجليزية)
- جيك لامب على موقع إي إس بي إن.كوم (أم.أل.بي) (الإنجليزية)
- جيك لامب على موقع مشجعي الرسوم البيانية (الإنجليزية)